# Біллі Сімпсон
Вільям Джозеф Сімпсон або Біллі Сі́мпсон (англ. William Joseph Simpson; 12 грудня 1929, Белфаст, Північна Ірландія — 27 січня 2017, Глазго, Шотландія) — північноірландський футболіст, що грав на позиції нападника. Виступав за національну збірну Північної Ірландії.

## Клубна кар'єра
У дорослому футболі дебютував 1946 року виступами за команду клубу «Лінфілд», в якій провів чотири сезони.
Своєю грою за цю команду привернув увагу представників тренерського штабу клубу «Рейнджерс», до складу якого приєднався 1950 року. Відіграв за команду з Глазго наступні вісім сезонів своєї ігрової кар'єри. Більшість часу, проведеного у складі «Рейнджерс», був основним гравцем атакувальної ланки команди. У складі «Рейнджерс» був одним з головних бомбардирів команди, маючи середню результативність на рівні 0,63 голу за гру першості.
Згодом з 1959 по 1960 рік грав у складі команд клубів «Стерлінг Альбіон» та «Партік Тісл».
Завершив професійну ігрову кар'єру у клубі «Оксфорд Юнайтед», за команду якого виступав протягом 1960—1961 років.

## Виступи за збірну
1951 року дебютував в офіційних матчах у складі національної збірної Північної Ірландії. Протягом кар'єри у національній команді, яка тривала 8 років, провів у формі головної команди країни 12 матчів, забивши 5 голів.
У складі збірної був учасником чемпіонату світу 1958 року у Швеції.